# Romnæsfjellet
Romnæsfjellet ist ein 1500 m hoher, markanter und isolierter Berg im ostantarktischen Königin-Maud-Land. Er ragt 35 km nordwestlich der Brattnipane in der Hauptgruppe des Gebirges Sør Rondane auf.
Norwegische Kartografen, die ihn auch benannten, kartierten ihn 1946 anhand von Luftaufnahmen der Lars-Christensen-Expedition 1936/37. Namensgeber ist der norwegische Luftbildfotograf Nils Romnæs (1902–1943), ein Teilnehmer an dieser Forschungsreise.